# Mepacrină
Mepacrina (denumită și atabrină și chinacrină) este un medicament antimalaric derivat de 9-aminoacridină, fiind utilizat în tratamentul și profilaxia malariei (deși utilizarea sa a fost depășită de alte antimalarice). Calea de administrare disponibilă este cea orală.
Compusul mai prezintă și proprietăți antiprotozoarice, antiteniazice și antireumatice, și a fost utilizat în tratamentul giardiozei.

## Istoric

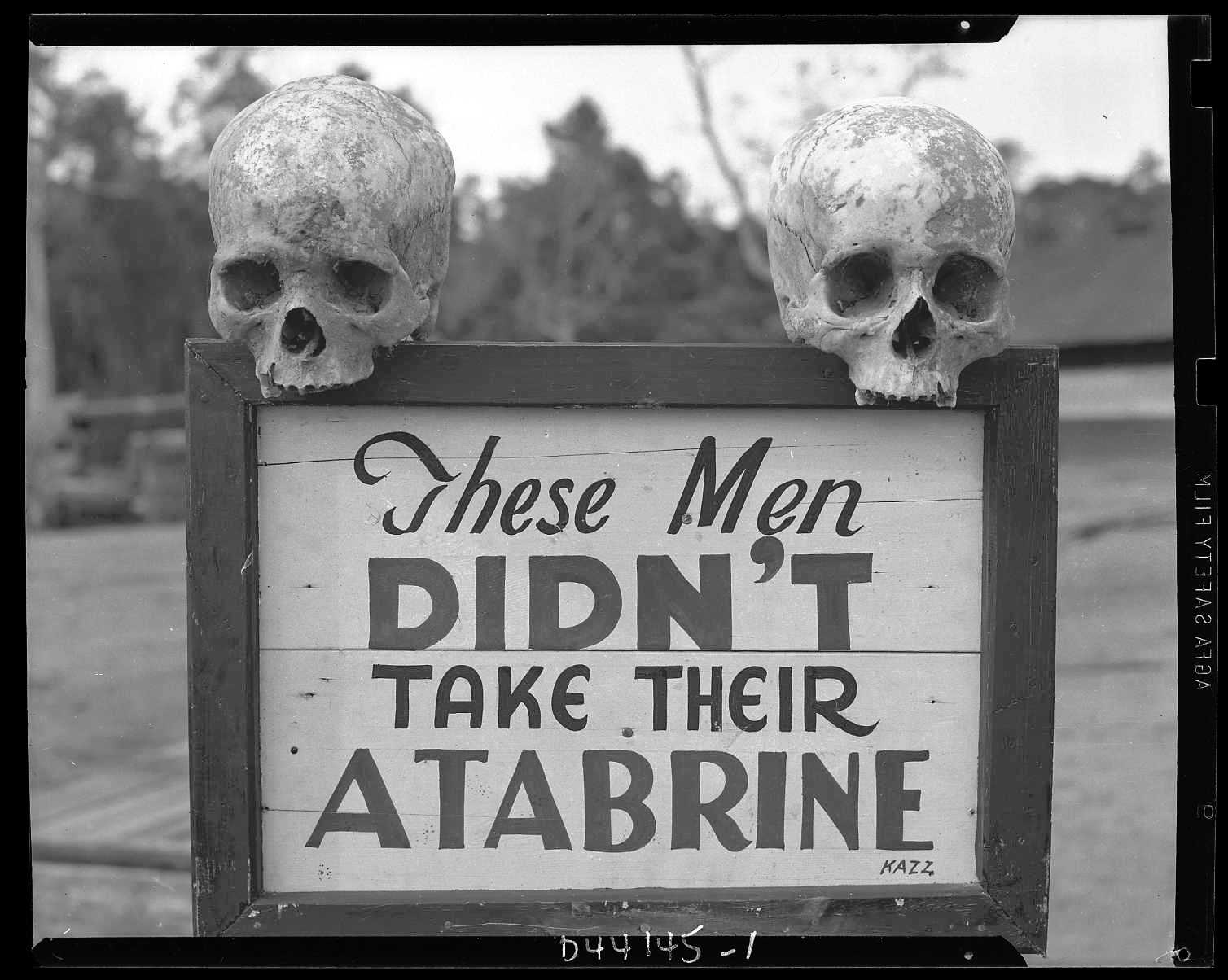
Semn amplasat lângă un spital din Papua, Noua Guinee, în timpul celui de-Al Doilea Război Mondial

Compusul a fost aprobat pentru prima dată în anii 1930 pentru tratamentul malariei. A fost utilizată pe scară largă în cel de-Al Doilea Război Mondial de către forțele aliate care au luptat în Africa de Nord și în Orientul îndepărtat pentru profilaxia malariei.